# パイル織物
パイル織物（パイルおりもの、英: pile）は、平織か綾織で編地の片面または両面にパイルを織り出した織物の総称。添毛織り（てんもうおり）。
パイルとは下地から出ている繊維のことで、織った後の処理により2種類に分類される。パイルをループのままにしたものをループパイル（輪奈）またはアンカットパイルといい、ループをカット(剪毛(せんもう))したものをカットパイル（切毛）という。
- ループパイル - タオル地
- カットパイル - ベルベット、ベロア、ベッチン、コーデュロイ

また、パイルの織り出し方には2種類あり、たて糸でパイルをつくったものと、よこ糸でパイルをつくったものがある。
- 経パイル織（たてパイル織） - タオル地、ベルベット、モケット、絨毯、段通
- 緯パイル織（よこパイル織） - ベッチン、コーデュロイ